# 东明王
东明王，传说为扶餘國始祖。北方藁离国之王子，《论衡》作橐离国，《后汉书》作索离国。
他的母亲是国王的侍婢，国王外出，侍婢有孕，国王想要杀她，后来生下东明，弃之在猪圈、马圈，但是东明没有死，疑为天子，听任其母收养。长大后，让他牧马。善射箭，国王怕他夺下自己的国家，想要杀他，于是出逃。南至施掩水，用弓击水，鱼鳖浮为桥，得以渡河，免于难。后称王，在夫余之地建都立国，时间约在西汉初年或此前。《三国史记》记载的高句丽朱蒙王事迹相似，也称之为东明王或东明圣王。